# Декларація прав народів Росії

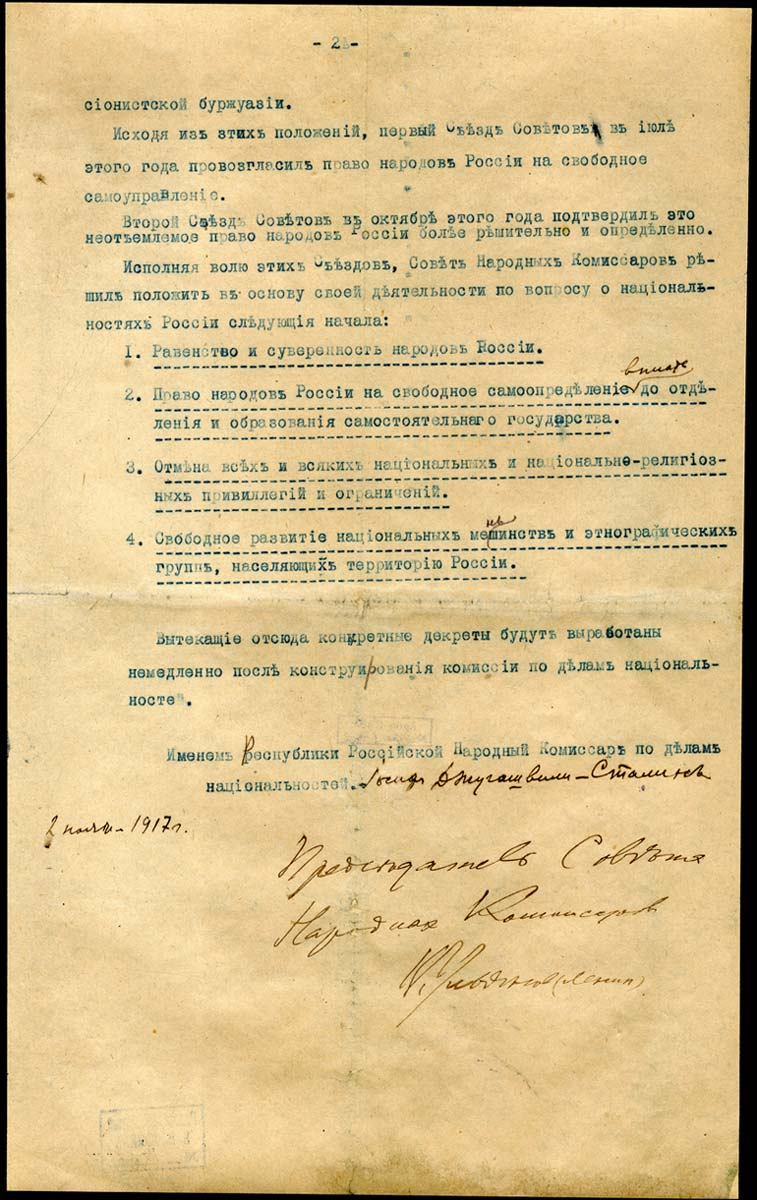
Декларація прав народів Росії, сторінка 2

Декларація прав народів Росії — перший законодавчий акт більшовиків в сфері міжнаціональних відносин після розпаду Російської імперії прийнятий Радою народних комісарів РСФРР. Підписаний 2 (15) листопада 1917 народним комісаром у справах національностей Й. В. Джугашвілі (Сталін) і головою РНК В. І. Ульяновим (Ленін). Як і перші декрети радянської влади, декларація була агітаційним документом, оскільки у ній не було регламентовано порядок використання й здійснення права, а зміст і характер «Декларації» суперечили фактичним діями радянської влади по експансії та окупації. Паралельно цій декларації на всій території колишньої Російської імперії почали виникати незалежні або автономні державні утворення (загалом протягом 1917—1922 утворилося 86 державних утворень) — див Розпад Російської імперії.

## Основні положення декларації
- Рівність та суверенність народів Росії.
- Про право народів Росії на самовизначення, включно із відокремленням і створенням незалежних держав.
- Скасування усіх та будь-яких національних та національно-релігійних обмежень та привілеїв.
- Вільний розвиток національних меншин і етнографічних груп, які заселяють територію Росії.

## Історія

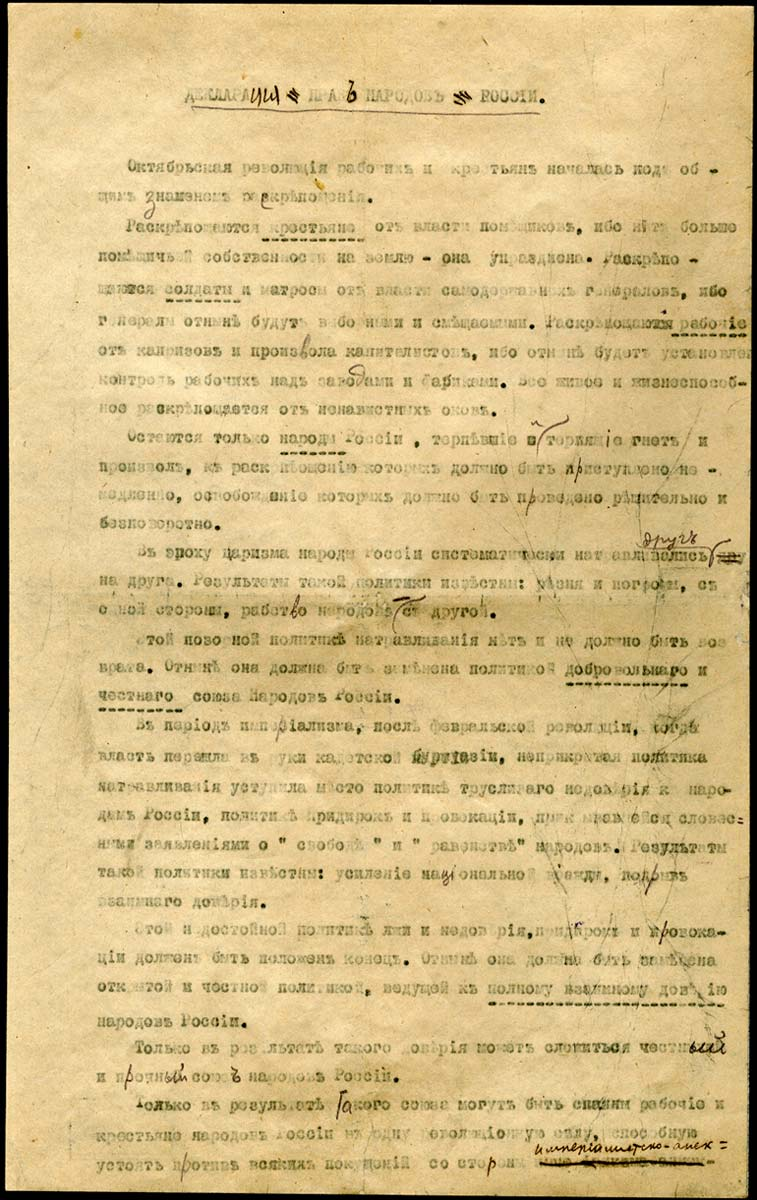
Декларація прав народів Росії, сторінка 1.

Національній політиці Тимчасовий уряду Росії Раднарком РСФРР. протиставляв «право народів Росії на вільне самовизначення, аж до відокремлення і утворення самостійної держави». Одночасно більшовицьке керівництво скасовувало всі національні та релігійні привілеї, проголошувало рівність і суверенність народів Росії, а за національними меншинами та етнографічними групами, що мешкали на її території, закріплювалося право на вільний розвиток. З прийняттям декларації додаткового імпульсу набули національно-визвольні рухи колишньої Російської імперії. Як і перші декрети радянської влади, декларація була насамперед агітаційним документом. У ній не було регламентовано порядок використання й здійснення проголошеного права, а зміст і характер «Декларації» розходилися з конкретними діями радянської влади. Незважаючи на це паралельно цій декларації на всій території колишньої Російської імперії почали виникати незалежні або автономні державні утворення (загалом протягом 1917—1922 утворилося 86 державних утворень) і, як наслідок, новосвтворена радянська держава втратила значні території.
Декларація була спробою згуртувати частину етнічних не-росіян за більшовиками. Латиські стрільці були важливими прихильниками більшовиків на початку Громадянської війни в Росії і латвійські історики визнають обіцянку суверенітету важливою причиною цього. Антиреволюційно налаштовані білі не підтримували самовизначення, і, як наслідок, небагато латишів воювали на боці Білого руху. Навмисне чи ні, але передбаченим декларацією правом на відокремлення незабаром скористалося багато націй західних частин колишньої Російської імперії, частина яких уже перебувала під контролем німецької армії, а не Москви. Але на жаль після поразки Центральних держав наприкінці 1918 року комуністи-більшовики Радянської Росії почали агресивну експансію із спробами встановити радянську владу в якомога більшій кількості держав.
Одночасно з її проголошенням цієї декларації перший загін і бронепоїзд із червоногвардійцями виїхали в Україну. Напутнє слово петроградським бійцям за радянську владу в Україні виголосив один із авторів цієї декларації В. І. Ленін, який до Жовтневого перевороту неодноразово виступав на захист «права України на вільне відокремлення від Росії».
16 (29) грудня 1917 РНК, посилаючись на цю декларацію, визнав право українського народу на утворення підконтрольної Української Народної Республіки Рад. Проголошена 6 січня 1919 декретом Тимчасового робітничо-селянського уряду України Українська Радянська Соціалістична Республіка(УСРР), як і її попередниця, виводила свій суверенітет із цієї декларації.
29 серпня 1918 Рада народних комісарів РСФРР анулювала договори Російської імперії про розподіл Польщі, підтвердивши існуючу незалежність Польщі від Росії, як політично, так і юридично
15 (28) листопада 1917 Фінляндія оголосила про розірвання особистої унії з Росією, Відповідно до декларації радянський уряд визнав незалежність Фінляндії (18(31).12.1917)
7 (20) листопада 1917 Україна проголосила ІІІ Універсал і проголосила суверенітет Української Народної Республіки.
Спеціальний Закавказький Комітет 28 листопада (11 грудня) 1917 реформовано у Закавказький комісаріат шо привело до створення Закавказької Демократичної Федеративної Республіки у 1918
див більше Розпад Російської імперії

## Війни
1918 року Червона армія пішла війною на Захід (1918—1919), вторгшись і окупувавши суверенну Білоруську Народну Республіку, і продовжуючи наступ проти трьох Балтійських країн.
У січні 1919 р. Червона Армія пішла війною в Україну (1919), а в липні 1920 р. — у Польщу.
На півдні Червона армія пішла війною в Азербайджан (квітень 1920) потім пішла війною у Вірменію (вересень 2020) і, нарешті, пішла війною у Грузію (початок 1921), хоча Радянська Росія номінально погоджувалася на незалежність Грузії в Московському договорі (1920)
Також почали утворюватися підконтрольні більшовикам автономні республіки та національно-державні утворення а території РСФСР: Автономна Терська радянська республіка (17.03.1918)
Автономна Туркестанська Автономна Радянська Соціалістична Республіка (30.4.1918)
Трудова комуна німців Поволжя (19.10.1918),
Карельська трудова комуна (8.6.1920),
Чуваська автономна область (24.6.1920) та інші.
Спочатку успішна агресія більшовиків на Естонію став початком Війни за незалежність Естонії (1918–1920), яка закінчилася визнанням незалежності Естонії. Подібним чином агресія більшовиків проти Латвії та Литви зрештою провалалися, що призвело до укладення латвійсько-радянського мирного договору та литовсько-радянського мирний договір договору відповідно. У той час як Україна та Білорусь були в основному окуповані, Радянський Союз також зазнав поразки у своєму вторгненні до Польщі після Варшавської битва (1920), і військові дії завершилися підписанням Ризької мирної угоди (1921). Тому в 1920 і 1921 роках Радянська Росія визнала всі три країни Балтії, а також Польщу, як незалежні держави.
Спроби завоювати завоювати Молдавську Демократичну Республіку, що володіла Бессарабією та Північною Буковиною, також не вдалися, і в 1918 р. Молдова об'єдналася з Румунією.
Роками пізніше, після підписання пакту Молотова — Ріббентропа та наступного початку Другої світової війни, Радянський Союз знову нападе на багато з цих територій, коли Червона Армія нападе на Польщу (1939), а пізніше нападе і окупує країни Балтії (1940), нападе та окупує Бессарабію та Північну Буковину до СРСР (1940).. Після завершення Другої світової війни Радянський Союз утримав ці території, Прибалтику та Бессарабію приєднали до СРСР, а Польщу примусово перетворили на радянську державу-сателіт. Ці завоювання, здійснені Червоною армією між 1918 і 1945 роками, триватимуть до розпаду СРСР у 1989, після більшість країн знову стануть незалежними, Більшовики ніколи офіційно не відкидали ідею самовизначення, але всі радянські конституції (1924, 1936 і 1977 років) обмежували право виходу лише для союзних республік СРСР, що входили до її складу.

## Список відокремлених держав
Наступні країни проголосили свою незалежність паралельно декларації більшовиків, утвердившись як некомуністичні держави. Хоча роль, яку декларація зіграла в їхніх рухах за незалежність дуже сумнівна, але вона значно полегшила визнання радянською Росією їхньої незалежності. За винятком Фінляндії, усі ці території були поза російським суверенітетом після австро-німецьких успіхів у Першій світовій війні та були офіційно передані за Берестейською мирною угодою (3 березня 1918)
- Фінляндія (6 грудня 1917)
- Литва (11 грудня 1917 р.)
- Українська Народна Республіка (автономія 22 листопада 1917 р., незалежність 22 січня 1918 р.)
- Молдовська Демократична Республіка (автономія 15 грудня 1917 р., незалежність 6 лютого 1918 р., приєднання до Румунії 9 квітня 1918 р.)
- Естонія (22 квітня 1918 р.)
- Білоруська Народна Республіка (25 березня 1918 р.)
- Друга Польська Республіка (11 листопада 1918 р.)
- Латвія(18 листопада 1918)

Деякі країни проголосили свою незалежність як комуністичні держави незабаром після проголошення:
- Тувинська Народна Республіка (червень 1918)

Було проголошено ще кілька незалежних держав, але вони проіснували недовго:
- Закавказька Демократична Федеративна Республіка — 22 квітня 1918
- Кубанська Народна Республіка — 16 лютого 1918
- Ідель-Урал
- Калуга
- Рязань
- Держава Башкортостан
- Оренбург
- Республіка Північна Інгрія